# Iglesia de la Sagrada Familia (Jerusalén)
La Iglesia de la Sagrada Familia o Capilla de la Sagrada Familia (en hebreo: כנסיית המשפחה הקדושה; en latín: Ecclesia Sanctae Familiae; en alemán: Kirche der Heiligen Familie) es el nombre que recibe un edificio religioso que pertenece a la Iglesia católica y se encuentra ubicado en el hospicio austríaco de la Vía Dolorosa, en el barrio musulmán de la Ciudad Vieja de Jerusalén.
El templo tiene su origen en el albergue de peregrinos de la Iglesia católica creado por los austríacos y fundado en Jerusalén en 1853 (Österreichisches Hospiz zur Heiligen Familie). La capilla del complejo fue ceremonialmente establecida y consagrada por el patriarca católico de rito latino Giuseppe Valerga y abierta a los peregrinos el 19 de marzo de 1863.
El órgano litúrgico de la capilla fue construido en 1910 por el fabricante de órganos Rieger de Jägerndorf (ahora Krnov) en la República Checa (antigua Checoslovaquia).

## Véase también

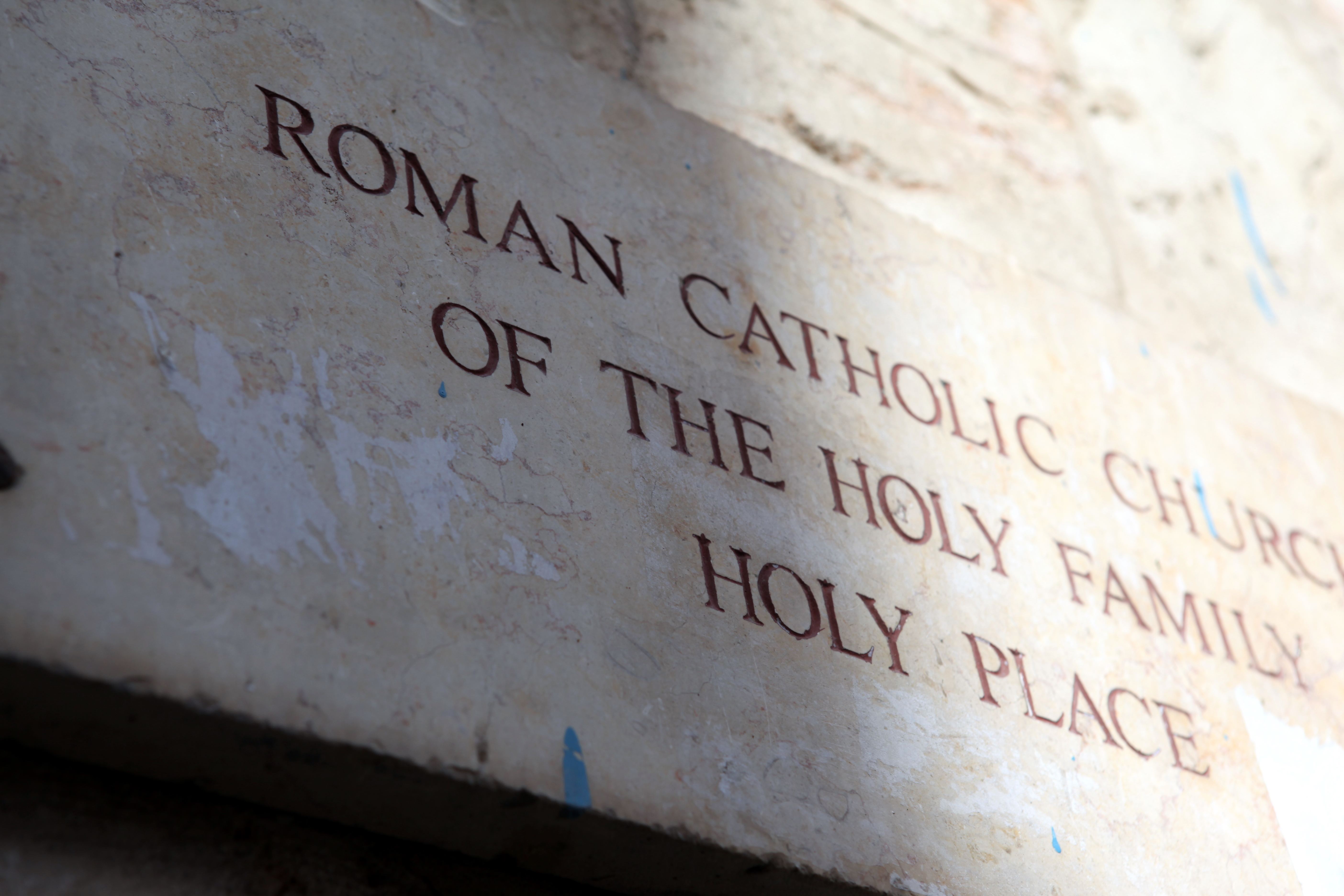
Inscripción en inglés con el nombre de la iglesia